# Tryphon collaris
Tryphon collaris är en stekelart som beskrevs av Johann Ludwig Christian Gravenhorst 1829. Tryphon collaris ingår i släktet Tryphon och familjen brokparasitsteklar. Inga underarter finns listade i Catalogue of Life.